# بوناگ
خاندان بوناگ (تایلندی: บุนนาค)، خانواده ای قدرتمند سیامی با اصالت ایرانی در اوایل پادشاهی راتاناکوزین سیام بود. در قرن نوزدهم قدرت و نفوذ آنان به اوج خود رسیده‌است. خانواده مورد علاقه پادشاهان چاکری قرار گرفت و انحصار عناوین عالی‌رتبه را بدست آورد. سه نفر از چهار نفر از درباریان عالی‌رتبه از خاندان بوناگ بودند، دیس یا با نام رسمی سومدت چاو پرایا برم ماها پرویوراونگسه، برادر کوچکترش، تات، با نام رسمی سومدت چاو پرایا برم ماها پیچایات، فرزند ارشد چوانگ با نام رسمی سومدت چاو پرایا برم ماها سی سوریاونگسه. آنها نقش‌های کلیدی در دولت و روابط خارجی داشتند تا زمان بحران مقابل کاخ. زمانی که رامای پنجم به دنبال خنثی سازی قدرت اشراف و تأکید بر مرکز گرایی بود. بوناگ‌ها به تدریج از نقش‌های برجسته در سیاست سیام کنار رفته، اما همچنان به پر کردن صفوف رسمی مهم ادامه دادند.

## تاریخ

### شیخ احمد قمی
شیخ احمد، یک بازرگان ایرانی بود که همراه با برادرش محمد سعید و ملازم‌انشان، در سال ۱۶۰۰ در سیام سکنی گزیدند. شیخ احمد بومی قم شهری در جنوب تهران در ایران دورهٔ صفویان بود. او خود را به عنوان یک تاجر ثروتمند در آیوتایا ثابت کرد. در آنجا او به خدمت پادشاه سنگتام (۱۶۱۱–۱۶۲۸) وارد شد و او به عنوان چائو کروما تا خوا (เจ้า กรมท่าขวา؛ ارباب اسکله راست) منصوب کرد تا نظارت بر معامله گران غربی، یعنی ایرانی‌ها، هندی‌ها و اروپایی‌ها داشته باشد. او همچنین چولاراتچامونتری (จุศาารมคมนตรี؛ وزیر امور خارجه) هم منصوب شد تا همه شیعیان سیام را نمایندگی کند.

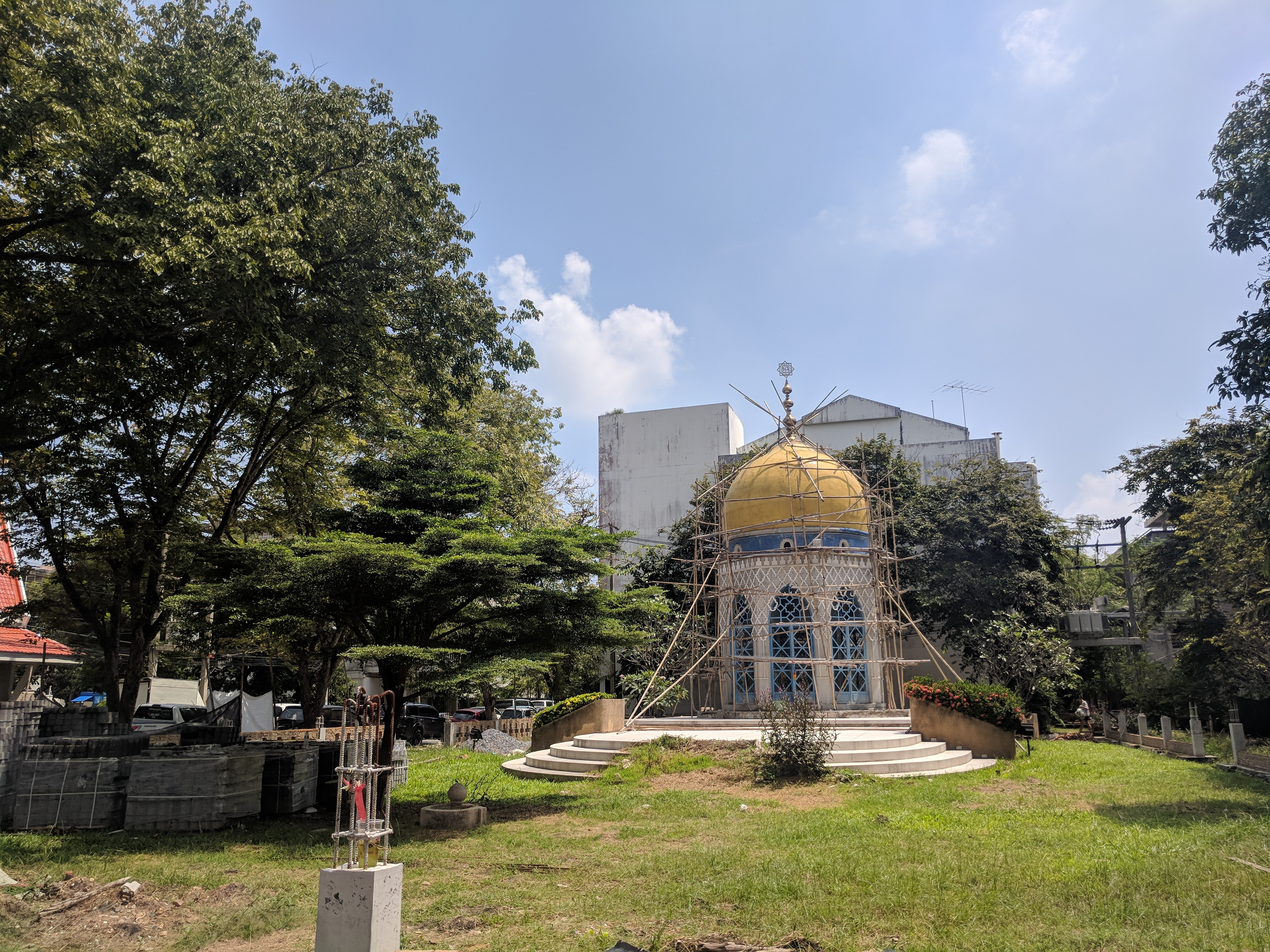
مقبرهٔ شیخ احمد در آیوتایا.

پس از سرکوب شورش ژاپنی یامادا ناگاماسا، شیخ احمد به ساموها نایوک (نخست‌وزیر) تبدیل شد. پسران شیخ احمد کنترل سیاست، تجارت و امور خارجی سیام را در دست گرفتند. بسیاری از آنها ساموها نایوک شدند. آنها همچنین پست چولاراتچامونتری را انحصاری کردند. همه آنها به آیین بودایی تغییر مذهب دادند.